# سارة أوتن
سارة أوتن (بالإنجليزية: Sarah Outen)‏ (ولدت في 26 مايو 1985) في المملكة المتحدة، حاملة رتبة الإمبراطورية البريطانية وعضو الجمعية الجغرافية الملكية، هي رياضية ومغامرة إنجليزية. كما أنها متحدثة إلهاميه أيضًا في المملكة المتحدة والعالم.
«أوتن» هي أول امرأة وأصغر شخص يجدف منفردًا عبر المحيط الهندي وكذلك المحيط الهادئ من اليابان إلى ألاسكا بعد أن قضت خمسة أشهر في البحر بمفردها.

## التعليم
درست «أوتن» في مدرسة ستامفورد الثانوية قبل دراستها للأحياء في جامعة سينت هيو، أوكسفورد حيث بدأت التجديف عام 2004.

## المُغامرة
في 23 سبتمبر 2013 وبعد 150 يومًا و3750 ميلًا في البحر، تمكنت «سارة» من الوصول إلى مدينة صغيرة بجزر «اليوتيان» معبرةً: «لقد قضيت شهورًا تعتبر الأيام الأكثر صعوبة في مياه المحيط الهادئ، لكنها لن تمحى أبدًا من ذاكرتي». وكان أول اتصال لها مع البشر بعد خمس شهور هو لقائها بالأهالي المحليين والتي احتفلت معهم بإنجازها.
وقد بدأ المغامرة عندما غادرت مدينة تشوشي في اليابان في 27 أبريل وقطعت مسافة 3750 ميلًا، مجدفةً بمفردها في مياه المحيط.
وتعتَبر «سارة» هذا الإنجاز جزءً من خطتها الخاصة بتنظيم رحلة حول العالم بقارب تجديف أو بالدراجة. وقد عانت المغامِرة خلال رحلتها من الأمواج العاتية.

## النشر
صدر أول كتاب لها في عتمة المحيط: مُجدّفةً وحدي عبر المحيط الهندي في 7 فبراير 2011. وقد بيع لها حتى الآن 4000 نسخة حول العالم.

## وصلات خارجية
- الموقع الشخصي لها